# 日本正教会訳聖書
日本正教会訳聖書（にほんせいきょうかいやくせいしょ）は、日本ハリストス正教会で祈祷（奉神礼）に用いる聖書。明治期の翻訳で、新約聖書全巻と旧約聖書の部分訳からなる。ロシア人聖職者（のち大主教）ニコライ・カサートキンが翻訳し、日本の漢学者で信者であったパウェル中井木菟麻呂（なかい・つぐまろ）が助手を務めた。
漢文訓読調に近い文体で訳されているのは、他の日本正教会における祈祷書と共通している。旧約と新約を全部1冊にまとめたものは未だ刊行されていない。
現在の日本のキリスト教で、奉神礼（礼拝）に教派全体で公式に使用されている文語訳聖書は、日本正教会訳のみである。

ただし、文語の聖書を現代人がそのまま読むのは難しいということは日本ハリストス正教会教団自身も認めており、少なくとも一般信徒の日常的な学びについては新共同訳聖書や口語訳聖書を用いることを推奨している。

## 新約聖書
奉神礼に用いる新約聖書は『福音経』（四福音書）と『使徒経』（使徒行伝と書簡）の二分冊である。判型はB5判に近く、かなり大型である。
- 『福音経』は布と金属で装丁装飾されており、至聖所の宝座の上に置かれている。奉神礼の際には奉持してイコノスタスの王門を入る（聖入）など、ロゴスであるハリストスを奉神礼の際に具体している。
- 『使徒経』は動物の皮で装丁されており、輔祭や誦経者が奉神礼で司祷者の祝福の許で誦読する。

各々奉神礼に用いる箇所の指定や経文以外に唱える必要のある祝文などを巻末に載せ便宜を図っている。
また奉神礼には用いられないイオアンの黙示録も含めて全書を1冊にまとめた「我主イイスス・ハリストスの新約」というものも編まれている。文書の配列は、福音書、使徒行伝、公同書簡、パウロ書簡、黙示録となる。

## 旧約聖書
奉神礼に用いる旧約聖書は、聖詠（詩篇）全文については奉神礼などで頻繁に用いる為『聖詠経』(ロシア語： псалтырь)として一冊にまとめられているが、他の書は奉神礼に用いる必要のある部分のみ祈祷書の誦読箇所に訳してある。七十人訳聖書にしか収録されていない第二正典も誦読されている部分がある。
聖詠経は聖詠150篇を20のカフィスマに配列し、光栄讃詞を挿入する位置を指示している。座って読むだけの書ではなく、祈祷に用いることを念頭においた書であるといえる。150篇の区切り方は、マソラ本文ではなく七十人訳に従う。また150篇とは別に、ダヴィド（ダビデ）の作といわれる1篇を巻末に収録する。これは七十人訳聖書に倣っている。
学校制度が整う以前の信者は、聖詠経を初等国語の教本にしており、全て暗記するほどに身に付けていたという（誦読箇所の指定は往々にして、数字を用いずに聖詠の冒頭の句だけで行なわれていた）。

## 現在の刊行状況
以下に現在手に入る版についての情報を記す。
- 『我主イイススハリストスの新約』新約聖書全巻。1985年再版。
- 『聖詠経』詩篇150篇に「続聖詠」1篇を加えたもの。1988年再版。

ほか、上述する奉神礼用の二書が刊行されている。